# Plecopterodes subflava
Plecopterodes subflava är en fjärilsart som beskrevs av W. Warren 1914. Plecopterodes subflava ingår i släktet Plecopterodes och familjen nattflyn. Inga underarter finns listade i Catalogue of Life.